# Verbandsgemeinde Kirn-Land
La comunità amministrativa di Kirn-Land (Verbandsgemeinde Kirn-Land) era una comunità amministrativa della Renania-Palatinato, in Germania.
Faceva parte del circondario di Bad Kreuznach.
A partire dal 1º gennaio 2020 i comuni che ne facevano parte e la città di Kirn si sono uniti per costituire la nuova comunità amministrativa Kirner Land.

## Suddivisione
Comprendeva 20 comuni:
1. Bärenbach
2. Becherbach bei Kirn
3. Brauweiler
4. Bruschied
5. Hahnenbach
6. Heimweiler
7. Heinzenberg
8. Hennweiler
9. Hochstetten-Dhaun
10. Horbach
11. Kellenbach
12. Königsau
13. Limbach
14. Meckenbach
15. Oberhausen bei Kirn
16. Otzweiler
17. Schneppenbach
18. Schwarzerden
19. Simmertal
20. Weitersborn

Il capoluogo era Kirn, esterna al territorio della comunità amministrativa.